# Гильдемайстер, Иоганн
Иоганн Гильдемайстер (нем. Johann Gildemeister, 20 июля 1812, Крёпелин — 11 марта 1890, Бонн) — немецкий востоковед.

## Биография
Гильдемайстер изучал восточные языки (в частности, санскрит под руководством Августа Вильгельма Шлегеля и Христиана Лассена) и теологию в университетах Гёттингена и Бонна, окончив последний в 1838 году. Затем с научными целями совершил поездку в Лейден и Париж, работая в местных собраниях рукописей. В 1839 году Гильдемайстер стал приват-доцентом в Боннском университете и в течение пяти следующих лет читал здесь лекции по санскриту, восточным языкам и литературам и экзегетике Ветхого Завета; позднее был назначен экстраординарным профессором восточных языков (1844). В 1845 году Гильдемайстер перевёлся в Марбургский университет в качестве профессора теологии и восточной литературы; с 1848 года — также университетский библиотекарь. В 1859 году он вернулся в Бонн как профессор восточных языков и литературы, занимая данную должность вплоть до своей смерти 11 марта 1890 года. Полемист и учёный с широкими и разнообразными научными интересами, Гильдемайстер подходил ко всем своим исследованиям досконально и добросовестно, высоко ценился как педагог и известный библиотекарь. Являлся одним из основателей Немецкого восточного общества и Немецкого палестинского общества в Лейпциге; был активным участником богословских споров. Благодаря ему в 1865 году было выпущено новое издание «Anthologia Sanscritica» Х. Лассена.